# Кладбищенский праздник
Кладбищенский праздник (латыш. Kapu svētki) — особая праздничная традиция на латвийских кладбищах, отмечаемая раз в году в июле или августе. По мнению А. Аболиньша название «kapsētas svētki» произошло от «kapsētas iesvētīšana» (освящение кладбища). Кладбищенский праздник включен в Культурный канон Латвии, среди 99 самых выдающихся и значимых культурных ценностей латвийского народа. В 2003 году в Латвии было проведено 1283 праздника.
В преддверии праздника, кладбища убирают, украшают цветами и свечами, подсыпают свежий белый песок, пересаживают цветы, стригут декоративный кустарник. Принято надевать лучшую одежду, не траурную. На самом празднике проводят богослужение или светскую церемонию, с музыкой, стихами, речами. По мнению пастора А. Аболиньша — в кладбищенский праздник люди съезжаются на свои кладбища со всей Латвии и даже из других стран, не только воспоминание об усопших, но и сбор живых — родственников, соседей — и неформальное общение стали одной из важнейших латышских традиций.
Антрополог Светлана Рыжакова делает вывод, что Кладбищенский праздник выглядит, с одной стороны, нетрадиционным, ненародным, как будто церковным, с другой стороны, его содержание ощущается во многом как «языческое» и архаичное.
В 2010 году Алвис Херманис поставил в Новом Рижском театре спектакль, посвященный Кладбищенскому празднику. В 2000 году Нормунд Чирксте снял документальный фильм «Kapu svētki».
Вот как праздник в Балви описывался в газете «Cīņa» за 1963 год: «Вывесили красивый лозунг перед входом на кладбище. Шествие начинается от клуба. Молодежь идет пешком, старые едут на машине. Все участники кладбищенского праздника обходят трижды вокруг кладбища. Пионеры шли с венками и цветами. Торжественную часть открывает председатель сельсовета. В своей речи он вспоминает похороненных тут за прошлый год людей и павших в Отечественной войне. Выступают представители школы и обычные люди. Пионеры исполняют хоровую песню. Оркестр играет после каждой речи. Потом все возлагают цветы и венки. Выходят с кладбища, и опять все трижды обходят вокруг кладбища».

## История
Согласно мнению польского антрополога Ладиковского, традиция поминовения усопших имеет языческие корни, когда люди собирались на особый ритуал, чтобы поговорить с умершими и призвать их в этот мир. Согласно исследованию А. Аболиньша, Кладбищенский праздник упоминается в объявлениях в латышской газете «Latviešu Avīzes» по крайней мере с 1831 года. Второе упоминание кладбищенского праздника встречается в заметках К. Симансона от 13 июля 1869 года о праздновании в Аллажи Кладбищенского праздника, причем уже тридцатый раз подряд. В число официально признаваемых лютеранской церковью кладбищенский праздник был включен в 1891 году.
В советское время Кладбищенский праздник не был запрещен и оказался единственным дозволенным религиозным мероприятием вне культовых зданий. Во второй половине 1980-х гг. происходит возвращение к старой, конфессиональной модели, советская идеология и осенние дни поминовения уходят, остаются локальные кладбищенские праздники, установленные для каждого прихода и отмечаемые в основном в июле-августе.
Со временем кладбище видоизменялось, но в течение многих столетий оставалась неизменной традиция регулярного посещения кладбища и ухода за ним.